# 拉列納山脈

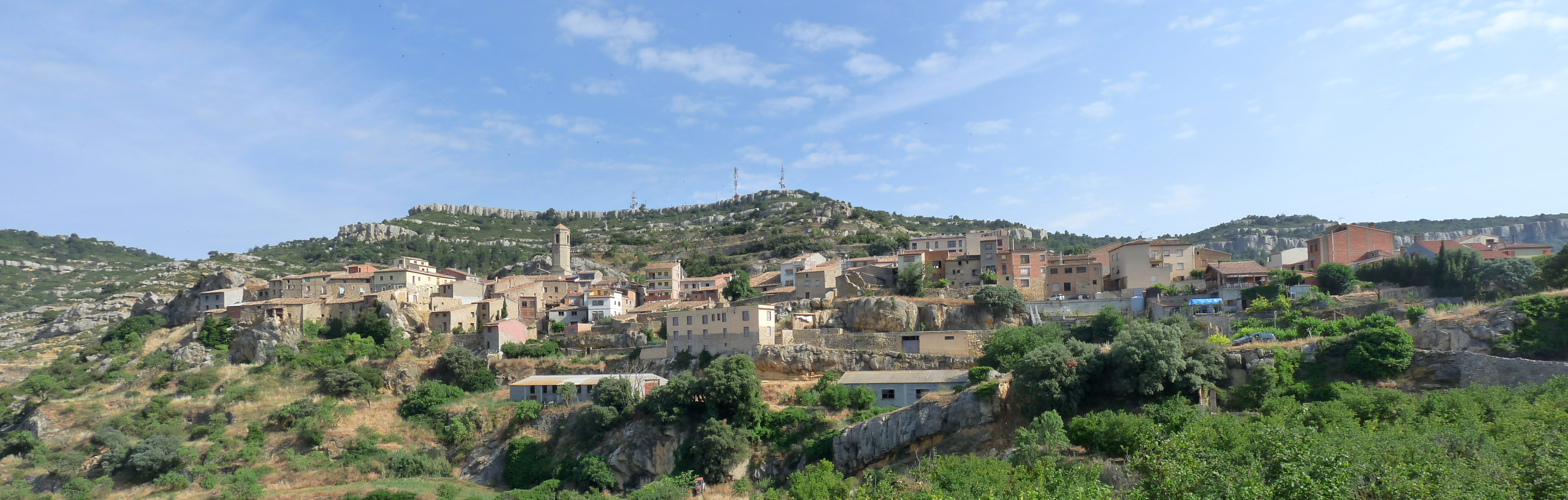

41°20′36″N 0°53′32″E / 41.34333°N 0.89222°E
拉列納山脈，是西班牙的山脈，位於該國東北部加泰羅尼亞，屬於加泰羅尼亞前海岸山脈的一部分，最高點海拔高度1,021米，山體由礫岩組成。